# Риарио, Пьетро

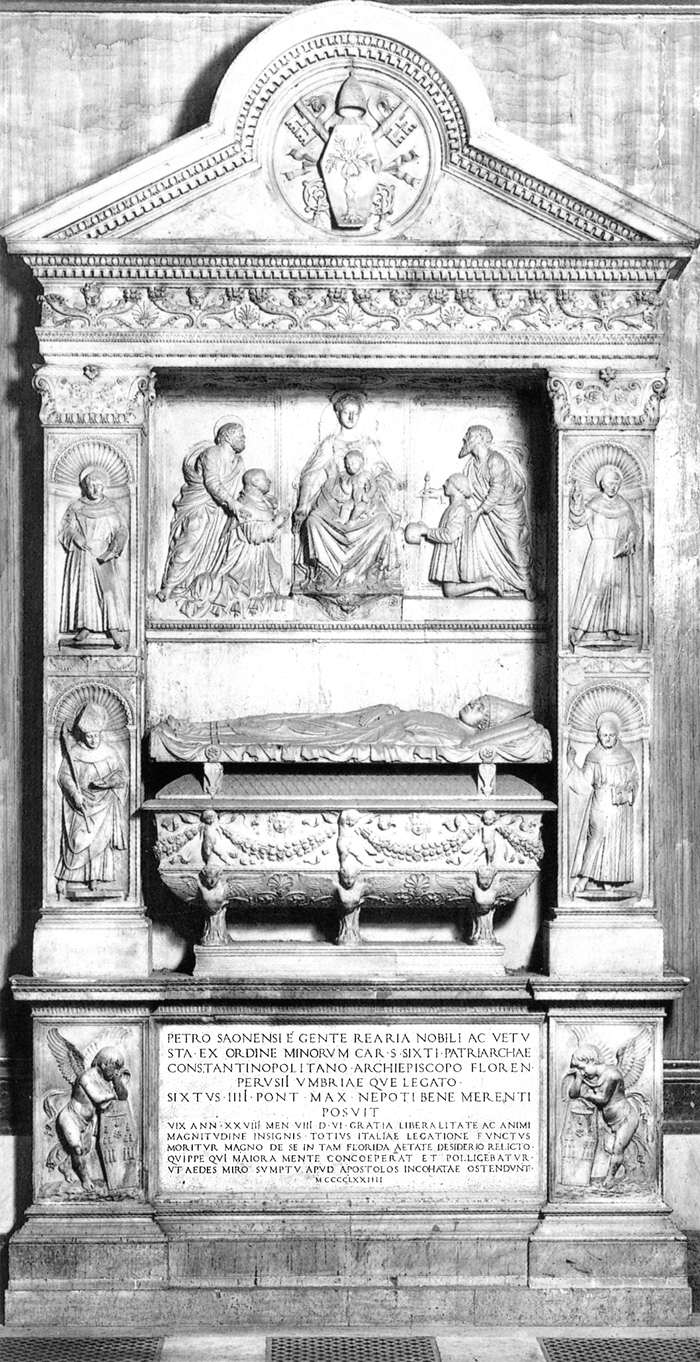
Надгробие Пьетро Риарио в церкви Санти-Апостоли

Пьетро Риарио (итал. Pietro Riario; 21 апреля 1445 года, Савона — 3 января 1474 года, Рим) — кардинал, по официальной версии племянник папы Сикста IV, епископ Тревизо с 4 сентября 1471 по 28 апреля 1473 года, кардинал-священник с 22 декабря 1471 года, апостольский администратор Валенсии с 23 сентября 1472 года, титулярный латинский патриарх Константинополя с 23 ноября 1472 года, архиепископ Сплиты с 28 апреля 1473 года, апостольский администратор Севильи с 25 июня 1473 года, архиепископ Флоренции с 20 июля 1473 года, апостольский администратор Менде с 3 ноября 1473 года.

## Биография
Сын Паоло Риарио и сестры Сикста IV Бьянки. Брат Джироламо Риарио.
Первоначально Пьетро вступил в орден францисканцев. Затем папа возвёл своего племянника сперва в сан епископа и поставил на кафедру в Тревизо. 16 декабря 1471 года Пьетро стал кардиналом Сан-Систо.
23 сентября 1472 года он был назначен апостольским администратором диоцеза Валанса, а 23 ноября того же — латинским патриархом Константинополя. 23 июля 1473 года Риарио стал архиепископом Флоренции. В 1473 он отправился в Северную Италию с дипломатической миссией по контролю за передачей города Имола из герцогства Милана во Флорентийскую Республику. По возвращении в Рим Риарио скоропостижно скончался в своем доме. Было подозрение, что он был отравлен, хотя подтверждений этому не было.
Пьетро Риарио был похоронен в церкви Санти-Апостоли в великолепной ренессансной гробнице, созданной Мино да Фьезоле и Андреа Бреньо. Его роль как личного агента папы Сикста унаследовал его двоюродный брат Джулиано делла Ровере, в будущем папа Юлий II.

## Образ жизни
Пьетро Риарио был известен как гуманист и покровитель литературы и искусства. Рядом с церковью Санти-Апостоли он начал строительство большого дворца, который был завершён уже папой Юлием II. В 1473 году на площади перед палаццо Риарио устроил грандиозный праздник — установил огромный богато украшенный шатёр, в котором пировал с Элеонорой Арагонской, дочерью Неаполитанского короля.

## Упоминание в литературе
Пьетро Риарио упомянут в книге Оскара Уайльда «Портрет Дориана Грея» среди «тех, кого Пресыщенность, Порок и Кровожадность превратили в чудовищ или безумцев» : 

Молодой кардинал, архиепископ Флоренции, сын и фаворит папы Сикста Четвертого, Пьетро Риарио, чья красота равнялась только его развращенности; он принимал Леонору Арагонскую в шатре из белого и алого шелка, украшенном нимфами и кентаврами, и велел позолотить мальчика, который должен был на пиру изображать Ганимеда или Гиласа.— lib.ru/WILDE/doriangray.txt

## Источник
- Enciclopedia Espasa, т. 51, стр. 283 ISBN 84-239-4551-0